# Podospermum armeniacum
Podospermum armeniacum là một loài thực vật có hoa trong họ Cúc. Loài này được Boiss. & Huet miêu tả khoa học đầu tiên năm 1856.